# サッカーセルビア代表
サッカーセルビア代表（サッカーセルビアだいひょう、Фудбалска репрезентација Србије）は、セルビアサッカー協会（FSS）によって構成される、セルビアのサッカーのナショナルチームである。

## 歴史

### 2000年代 - 2010年代

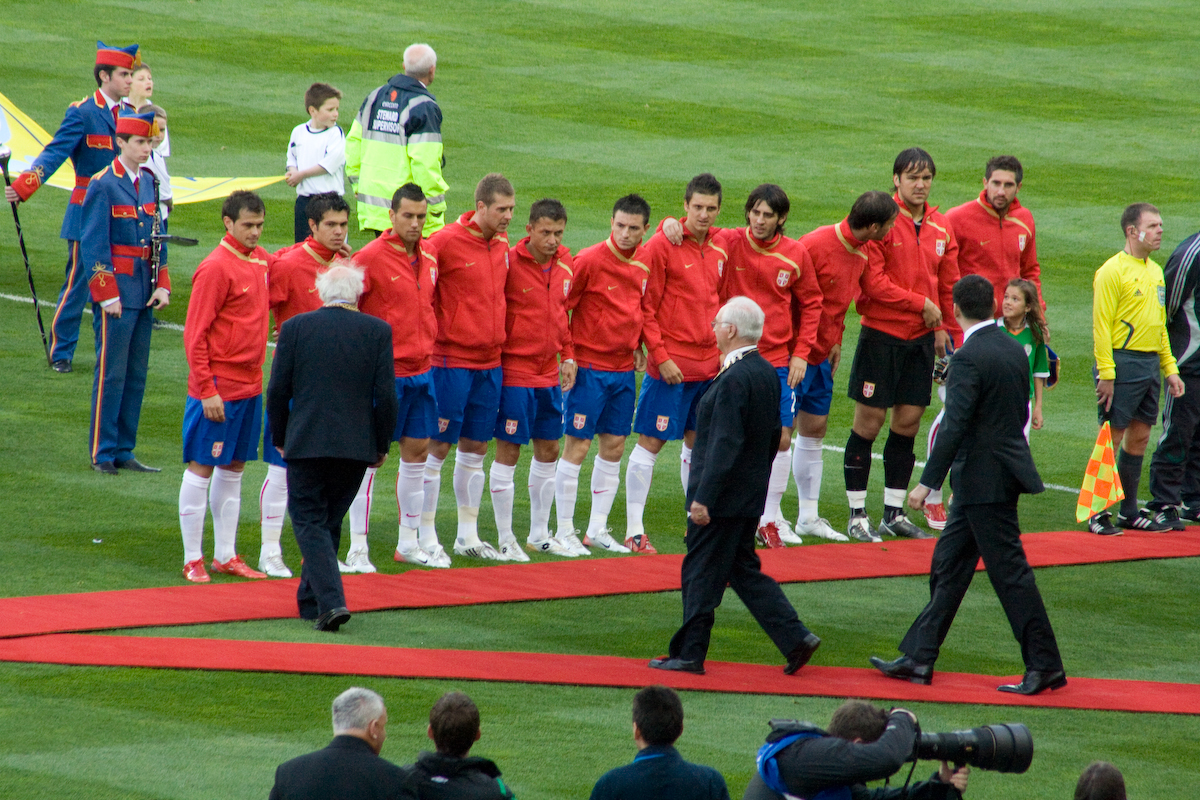
アイルランド戦でのセルビア代表 (2008年)

2006年5月、モンテネグロのセルビア・モンテネグロからの独立の宣言、同独立のセルビアからの承認、及び欧州連合を初めとする国際社会の承認を経て、平和裏にモンテネグロの独立が達成され、1992年から継続してきた従来のセルビア・モンテネグロ（2003年まではユーゴスラビア連邦共和国）を解体した。これに伴いサッカーのナショナルチームも分裂し、新たにセルビア代表が誕生した。ただし、モンテネグロの独立が成立したのは2006 FIFAワールドカップ直前であったため、2006 FIFAワールドカップには既に消滅していた国家、セルビア・モンテネグロ代表として出場した。
セルビア・モンテネグロ代表の経歴はセルビア代表に継承された。このため、セルビア・モンテネグロ代表として既に登録されていたUEFA欧州選手権2008予選にはセルビア・モンテネグロが登録していたグループAから出場した。同予選では下位のカザフスタンに敗れるなど勝ち点を伸ばせず、ポーランド、ポルトガルに次ぐ3位となり、UEFA欧州選手権2008本大会への出場を逃した。この結果を受けて、2006年7月からチームを率いていたスペイン人監督のハビエル・クレメンテが解任された。
クレメンテの後任にはセルビア人監督であるミロスラヴ・ジュキッチが就任したが、成績不振のためわずか半年余りで解任。同じくセルビア人のラドミル・アンティッチが代表監督となり、2010 FIFAワールドカップ出場を懸けて欧州予選にグループ7から出場した。同組はフランス、ルーマニア、リトアニア、オーストリア、フェロー諸島であったが格上と思われたフランスを上回る成績を残し、モンテネグロと分離して以来初の本大会進出を決めた。
本大会では初戦のガーナ戦に0-1で敗戦したが、第2戦のドイツ戦では38分にミラン・ヨヴァノヴィッチのボレーシュートで先制すると、その後もGKヴラディミル・ストイコヴィッチの活躍などもあってドイツの反撃を抑えて1-0で12年ぶりの勝利を収め、決勝トーナメント進出に望みを繋いだ。しかし、第3戦のオーストラリア戦では終始オーストラリアのリードを許す展開となると、終了間際にマルコ・パンテリッチが1点を返すも1-2で敗戦し、1勝2敗でグループ4位となりグループリーグでの敗退が決まった。
UEFA EURO 2012、UEFA EURO 2016では予選、2014 FIFAワールドカップは欧州予選でそれぞれ敗退したが、2018 FIFAワールドカップ・ヨーロッパ予選ではD組1位となり2大会ぶりのワールドカップ出場を決めた。本大会ではグループEに入り、初戦のコスタリカ戦では1-0で勝利した。だが、2戦目のスイス戦では先制したものの後に逆転され、1-2で敗れた。3戦目のブラジル戦でも0-2と敗れ、1勝2敗の3位に終わりグループリーグ敗退となった。

### 2020年代
2022 FIFAワールドカップ欧州予選では最終節でポルトガルを破り本大会出場を決める。本大会ではグループGに入り、初戦のブラジル戦では0-2で敗れた。2戦目のカメルーン戦では互いに点の取り合いとなり、3-3の引き分けにもつれ込む。3戦目のスイス戦では2-3と敗れ、0勝2敗1分けでグループ最下位に終わった。予選を突破し本大会進出を決めたEURO2024は、初戦のイングランド戦を0-1で落とす。この試合ではセルビアのサポーターが、イングランド代表の選手に対し人種差別的行為を行ったとして、UEFAが調査に乗り出すと発表している。続く2戦目のスロベニア戦は先制を許したものの、試合最終盤にルカ・ヨヴィッチが劇的な同点ゴールを決めて追い付き、1-1の引き分け。この試合中にはセルビアのファンがスロベニア代表の選手に向けてカップやボトルを投げ込む事件も起きている。グループリーグ突破のかかった3戦目のデンマーク戦は0-0のスコアレスドローに終わり、0勝1敗2分の成績でグループ最下位の成績で敗退となった。大会期間中には代表メンバーのヴァンヤ・ミリンコビッチ＝サビッチがファンとトラブルになり、大会開始前の公開練習中にもファンが乱入し、警備員に向けて発煙筒を投げ込むなどのトラブルも起きていた。
上述の通り、2010年、2018年、2022年のワールドカップ、EURO2024と主要大会では全てグループステージ敗退となっている。

## 成績

### FIFAワールドカップ
| 開催年 | 結果                                          | 試       | 勝       | 分       | 負       | 得       | 失       |
| ------ | --------------------------------------------- | -------- | -------- | -------- | -------- | -------- | -------- |
| 2010   | グループリーグ敗退                            | 3        | 1        | 0        | 2        | 2        | 3        |
| 2014   | 予選敗退                                      | 予選敗退 | 予選敗退 | 予選敗退 | 予選敗退 | 予選敗退 | 予選敗退 |
| 2018   | グループリーグ敗退                            | 3        | 1        | 0        | 2        | 2        | 4        |
| 2022   | グループリーグ敗退                            | 3        | 0        | 1        | 2        | 5        | 8        |
| 通算   | 最高成績 : グループリーグ敗退 4大会中/3回出場 | 9        | 2        | 1        | 6        | 9        | 15       |

### UEFA欧州選手権
| 開催年 | 結果                         | 試       | 勝       | 分       | 負       | 得       | 失       |
| ------ | ---------------------------- | -------- | -------- | -------- | -------- | -------- | -------- |
| 2008   | 予選敗退                     | 予選敗退 | 予選敗退 | 予選敗退 | 予選敗退 | 予選敗退 | 予選敗退 |
| 2012   | 予選敗退                     | 予選敗退 | 予選敗退 | 予選敗退 | 予選敗退 | 予選敗退 | 予選敗退 |
| 2016   | 予選敗退                     | 予選敗退 | 予選敗退 | 予選敗退 | 予選敗退 | 予選敗退 | 予選敗退 |
| 2020   | 予選敗退                     | 予選敗退 | 予選敗退 | 予選敗退 | 予選敗退 | 予選敗退 | 予選敗退 |
| 2024   | グループリーグ敗退           | 3        | 0        | 2        | 1        | 1        | 2        |
| 通算   | 最高成績 : - 5大会中/1回出場 | 3        | 0        | 2        | 1        | 1        | 2        |

## 歴代監督
| 期間      | 名前                           | 試合 | 勝 | 分 | 負 | 備考                        |
| --------- | ------------------------------ | ---- | -- | -- | -- | --------------------------- |
| 2006-2007 | ハビエル・クレメンテ           | 16   | 7  | 7  | 2  |                             |
| 2007-2008 | ミロスラヴ・ジュキッチ         | 5    | 0  | 2  | 3  |                             |
| 2008-2010 | ラドミル・アンティッチ         | 18   | 13 | 3  | 8  | 2010 FIFAワールドカップ出場 |
| 2010-2011 | ヴラディミル・ペトロヴィッチ   | 13   | 5  | 3  | 5  |                             |
| 2011-2012 | ラドヴァン・チュルチッチ       | 5    | 2  | 1  | 2  | 暫定監督                    |
| 2012-2013 | シニシャ・ミハイロヴィッチ     | 19   | 7  | 4  | 8  |                             |
| 2014      | リュビンコ・ドルロヴィッチ     | 4    | 2  | 1  | 1  |                             |
| 2014      | ディック・アドフォカート       | 4    | 0  | 2  | 2  |                             |
| 2014-2016 | ラドヴァン・チュルチッチ       | 11   | 5  | 0  | 6  |                             |
| 2016-2017 | スラヴォリュブ・ムスリン       | 15   | 8  | 5  | 2  |                             |
| 2017-2019 | ムラデン・クルスタイッチ       | 19   | 9  | 5  | 5  | 2018 FIFAワールドカップ出場 |
| 2019-2021 | リュビシャ・トゥンバコヴィッチ | 14   | 6  | 5  | 3  |                             |
| 2021-     | ドラガン・ストイコビッチ       | 31   | 19 | 6  | 6  | 2022 FIFAワールドカップ出場 |

## 歴代選手

### 主要大会のメンバー
- FIFAワールドカップ
  - 2010 FIFAワールドカップ参加チーム
  - 2018 FIFAワールドカップ参加チーム
  - 2022 FIFAワールドカップ参加チーム

### 主な代表選手
| - GK - ヴラディミル・ストイコヴィッチ 2006-2018 - マルコ・ドミトロヴィッチ 2017-2022 - ヴァニャ・ミリンコヴィッチ＝サヴィッチ 2021- | - DF - ムラデン・クルスタイッチ 2006-2008 - イヴィツァ・ドラグティノヴィッチ 2006-2010 - ネマニャ・ヴィディッチ 2006-2011 - ブラニスラヴ・イヴァノヴィッチ 2006- - ドゥシュコ・トシッチ 2006-2018 - アントニオ・ルカヴィナ 2007-2019 - アレクサンダル・コラロヴ 2008-2020 - ネヴェン・スボティッチ 2009-2013 - マティヤ・ナスタシッチ 2012- - ニコラ・ミレンコヴィッチ 2016- |

| - MF - デヤン・スタンコビッチ 2006-2013 - イゴール・ドゥリャイ 2006-2007 - ミロシュ・クラシッチ 2006-2011 - ボシュコ・ヤンコヴィッチ 2006-2012 - ズドラヴコ・クズマノヴィッチ 2007-2014 - ゾラン・トシッチ 2007-2016 - ドゥシャン・タディッチ 2008- - ネマニャ・マティッチ 2008-2019 - ラドサヴ・ペトロヴィッチ 2009-2015 - ルカ・ミリヴォイェヴィッチ 2012-2020 - フィリップ・コスティッチ 2015- - セルゲイ・ミリンコヴィッチ＝サヴィッチ 2017- | - FW - ダンコ・ラゾヴィッチ 2006-2011 - マルコ・パンテリッチ 2006-2011 - ニコラ・ジギッチ 2006-2011 - ミラン・ヨヴァノヴィッチ 2007-2012 - アデム・リャイッチ 2010-2020 - アレクサンダル・ミトロヴィッチ 2013- - ルカ・ヨヴィッチ 2018- - ドゥシャン・ヴラホヴィッチ 2020- |

## 歴代記録
※本記録は、ユーゴスラビア代表およびセルビア・モンテネグロ代表時代も含まれる。

### 出場数ランキング

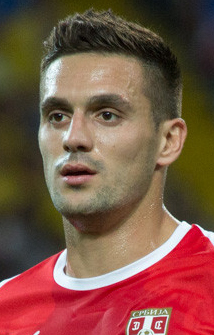
最多出場者のドゥシャン・タディッチ

2024年3月25日時点
| 順位 | 名前                           | 出場 | 得点 | 期間      |
| ---- | ------------------------------ | ---- | ---- | --------- |
| 1    | ドゥシャン・タディッチ         | 106  | 22   | 2008-     |
| 2    | ブラニスラヴ・イヴァノヴィッチ | 105  | 13   | 2005-2018 |
| 3    | デヤン・スタンコビッチ         | 103  | 15   | 1998-2013 |
| 4    | サボ・ミロシェビッチ           | 102  | 37   | 1994-2008 |
| 5    | アレクサンダル・コラロヴ       | 94   | 11   | 2008-2020 |
| 6    | アレクサンダル・ミトロヴィッチ | 89   | 57   | 2013-     |
| 7    | ドラガン・ジャイッチ           | 85   | 23   | 1964-1979 |
| 8    | ドラガン・ストイコビッチ       | 84   | 15   | 1983-2001 |
| 8    | ヴラディミル・ストイコヴィッチ | 84   | 0    | 2006-2018 |
| 10   | ゾラン・トシッチ               | 76   | 11   | 2007-2016 |

### 得点数ランキング

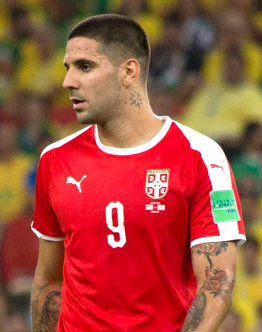
最多得点者のアレクサンダル・ミトロヴィッチ

2024年3月25日時点
| 順位 | 名前                           | 得点 | 出場 | 期間      |
| ---- | ------------------------------ | ---- | ---- | --------- |
| 1    | アレクサンダル・ミトロヴィッチ | 57   | 89   | 2013-     |
| 2    | スティエパン・ボベク           | 38   | 63   | 1946-1956 |
| 3    | ミラン・ガリッチ               | 37   | 51   | 1959-1965 |
| 3    | ブラゴイェ・マリャノヴィッチ   | 37   | 58   | 1926-1938 |
| 3    | サボ・ミロシェビッチ           | 37   | 102  | 1994-2008 |
| 6    | ライコ・ミティッチ             | 32   | 59   | 1946-1957 |
| 7    | ドゥシャン・バイェヴィッチ     | 29   | 37   | 1970-1977 |
| 8    | トドル・ヴェセリノヴィッチ     | 28   | 37   | 1953-1961 |
| 9    | プレドラグ・ミヤトヴィッチ     | 27   | 73   | 1989-2003 |
| 10   | ボラ・コスティッチ             | 26   | 33   | 1956-1964 |